# Nonnenwerth
Isla Nonnenwerth (en alemán: Insel Nonnenwerth) es una isla cerca de Bad Honnef en el río Rin, administrativamente parte de Remagen en el estado federado de Renania-Palatinado en Alemania.
La isla es conocida principalmente como el sitio donde se localiza un convento benedictino, más tarde, un convento franciscano.
Había un convento de monjas benedictinas desde que fue fundado en 1126 por el arzobispo Federico I de Colonia. En 1465 se unió al movimiento de reforma de la Congregación Bursfelde, pero fue severamente dañado en 1477 durante las hostilidades con Borgoña. También sufrió mucho por la incursión de tropas suecas en 1632, durante la Guerra de los Treinta Años.
En 1854 los edificios fueron adquiridos por los franciscanos para un convento. Durante la Primera Guerra Mundial las hermanas empezaron a dedicarse a la enseñanza de niñas y fundaron una escuela secundaria, institución que sigue en funcionamiento.